# Calleva Atrebatum

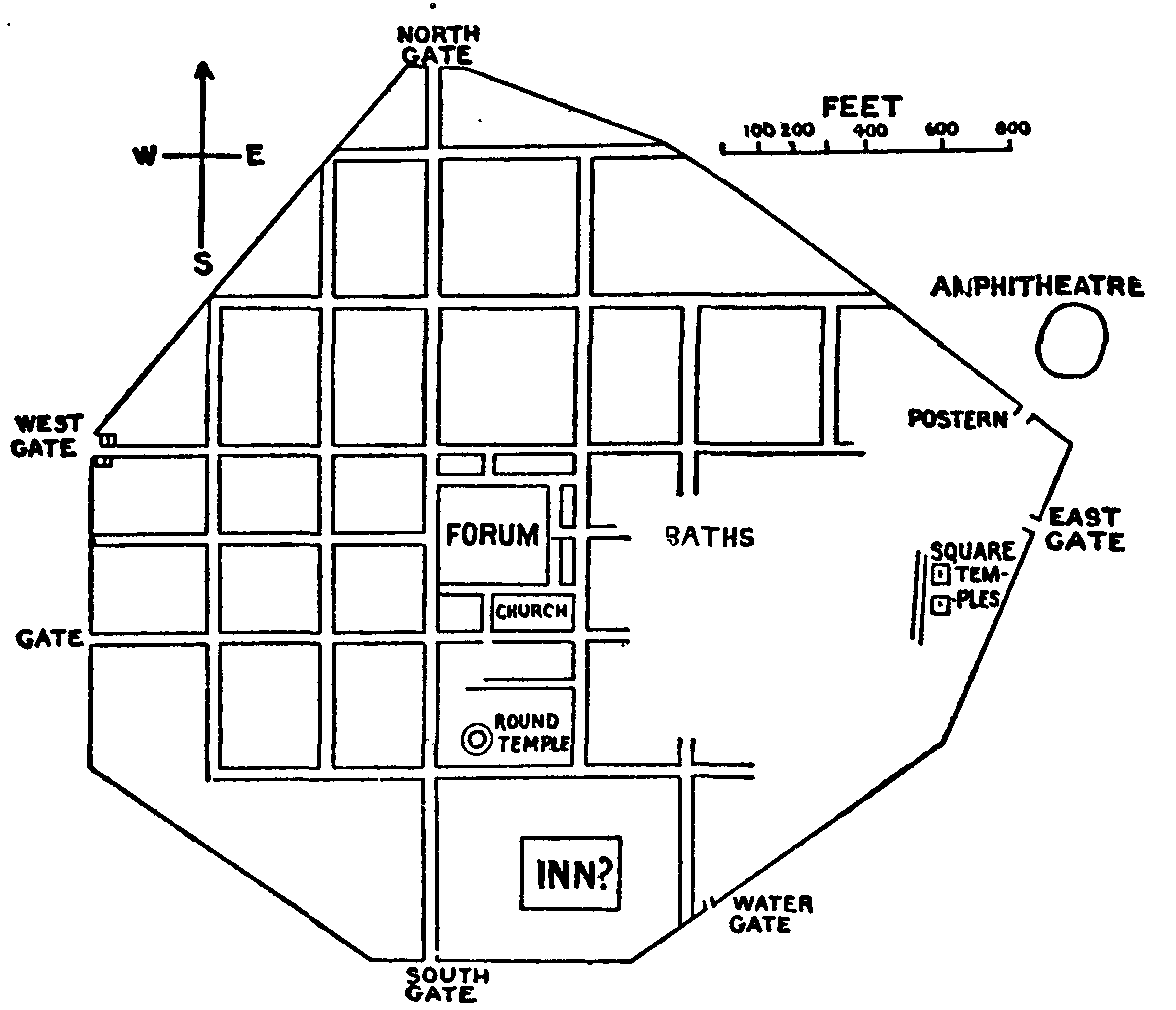
Mappa del sito

Calleva Atrebatum era un oppidum della Britannia e civitas della tribù celtica degli Atrebati. Le sue rovine si trovano a ovest della chiesa di Santa Maria Vergine, a est dell'odierno villaggio di Silchester, nell'odierna contea inglese dell'Hampshire, al confine col Berkshire, a circa dieci miglia a nord-est di Reading e circa cinque a sud di Basingstoke.

## Descrizione
La maggior parte delle città romane della Britannia continuarono ad esistere anche dopo la fine del dominio romano nell'isola. Calleva Atrebatum fu invece abbandonata poco dopo la partenza dei romani dalla Britannia per ragioni parzialmente sconosciute. Così le attività politiche e commerciali locali si spostarono nella vicina Reading. Di conseguenza, Calleva andò in rovina.
Vi sono accademici, come Little e Lester, che affermano che la scomparsa di Calleva Atrebatum sia dovuta alla Peste di Giustiniano che la colpi in modo grave spopolandola e favorendone la conquista da parte degli Anglosassoni nel 568. Successivamente fu considerato un posto "maledetto" e quindi non più ripopolato.
Il sito occupa un'area di oltre 100 acri (400.000 mq) a forma poligonale. Probabilmente aveva una popolazione di circa 15.000 abitanti nel III secolo. Restano oggi ben visibili le mura e l'anfiteatro fuori le mura, mentre poco visibili sono i resti all'interno delle mura.
C'è poi una piccola chiesa medievale. Calleva Atrebatum fu scavata dalla Società delle Antichità di Londra tra il 1890 e il 1909, fornendo importanti informazioni sulla vita delle città romano-britanniche dei primi secoli dell'Era cristiana. A partire dagli anni settanta l'Università di Reading è stata progressivamente coinvolta nei nuovi scavi che hanno riportato alla luce l'anfiteatro e la basilica, scavi da cui sono emersi reperti sia pre-romani dell'Età del Ferro sia romani. Nel 2004 venne alla luce anche una delle insulae centrali della città. Il Museo di Reading, ha una galleria dedicata ai reperti di Calleva.

## Scavi
Caleva fu completamente scavata dalla Society of Antiquaries of London tra il 1890 e il 1909 e da questi scavi emersero importanti notizie sulla vita quotidiana della Britannia romana del I secolo d.C. ed una precisa mappatura della città romano-britannica.
Ma si ritiene che questi primi scavi abbiano distrutto molti reperti che sarebbero potuti essere studiati con maggior attenzione con le tecniche attuali.
A partire dagli anni Settanta del XX secolo nuovi scavi furono eseguiti dall'Università di Reading: sono così venuti alla luce l'anfiteatro, la basilica, un'insula e numerosi reperti dell'epoca pre-romana e romana.

## Galleria d'immagini

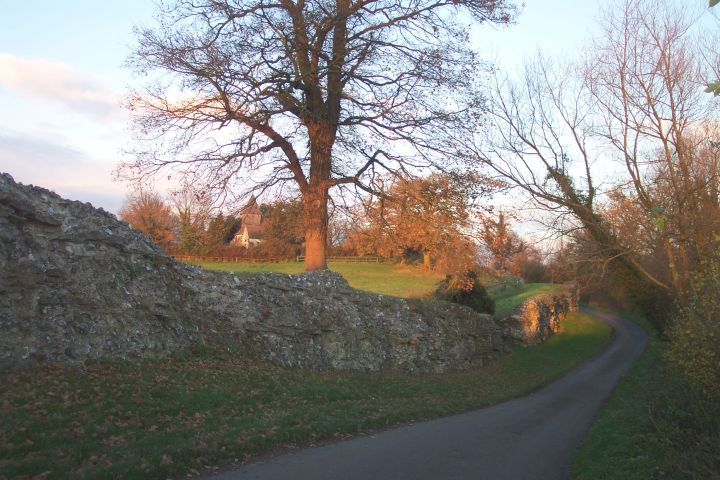
Muro romano e chiesa
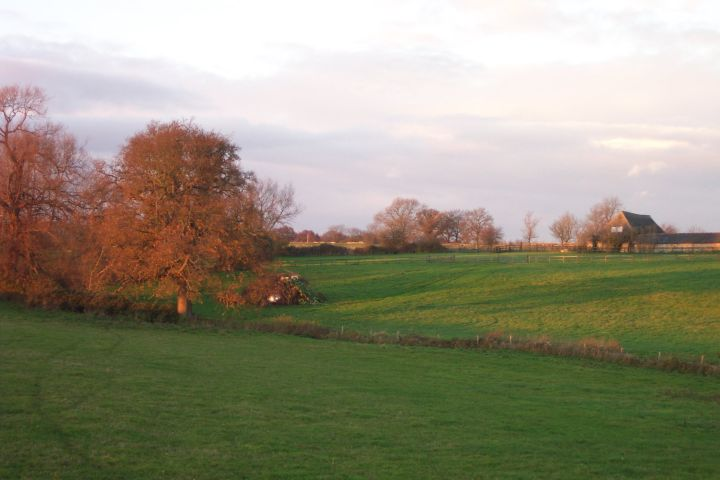
Dentro il muro
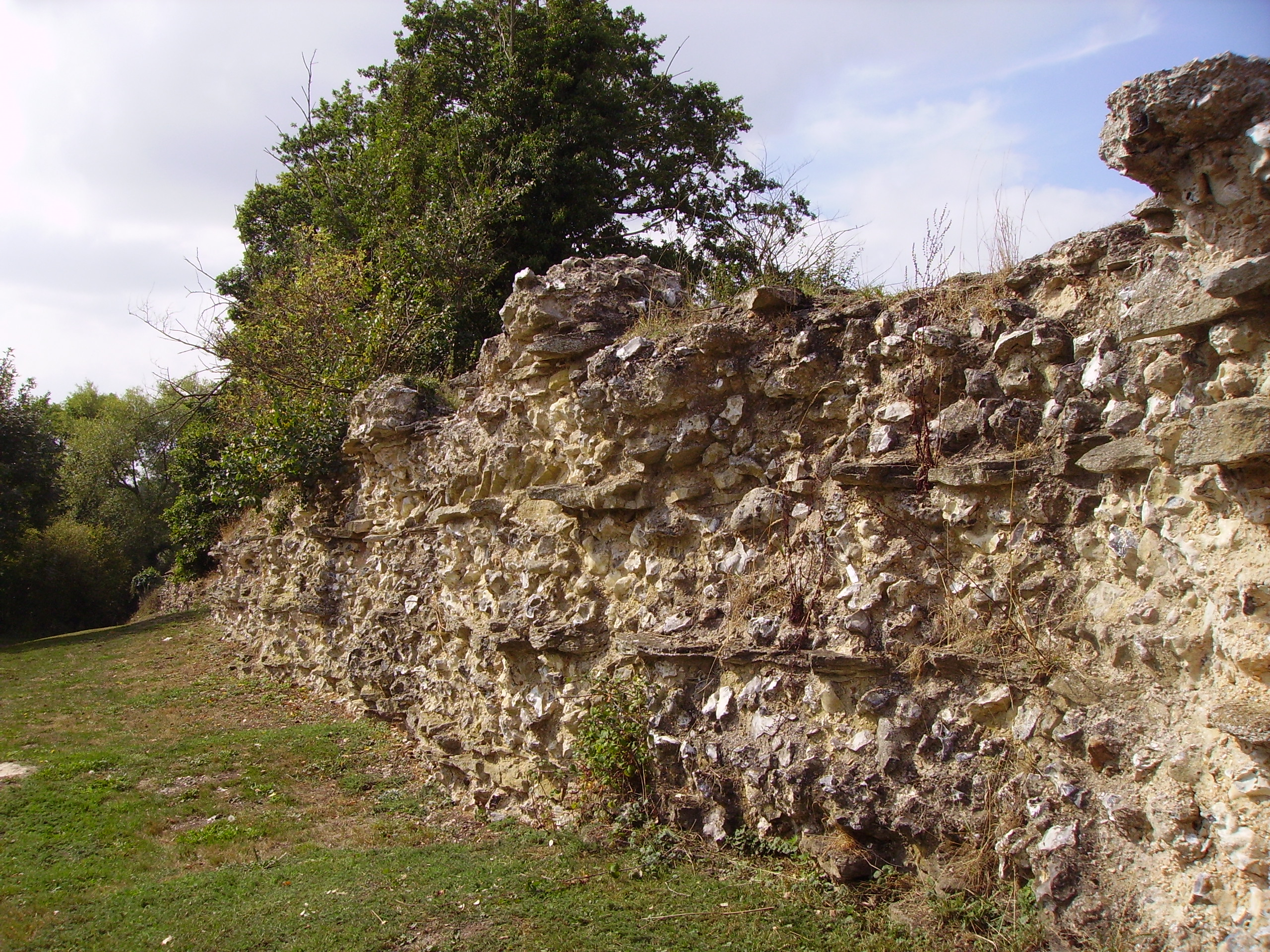
Il muro
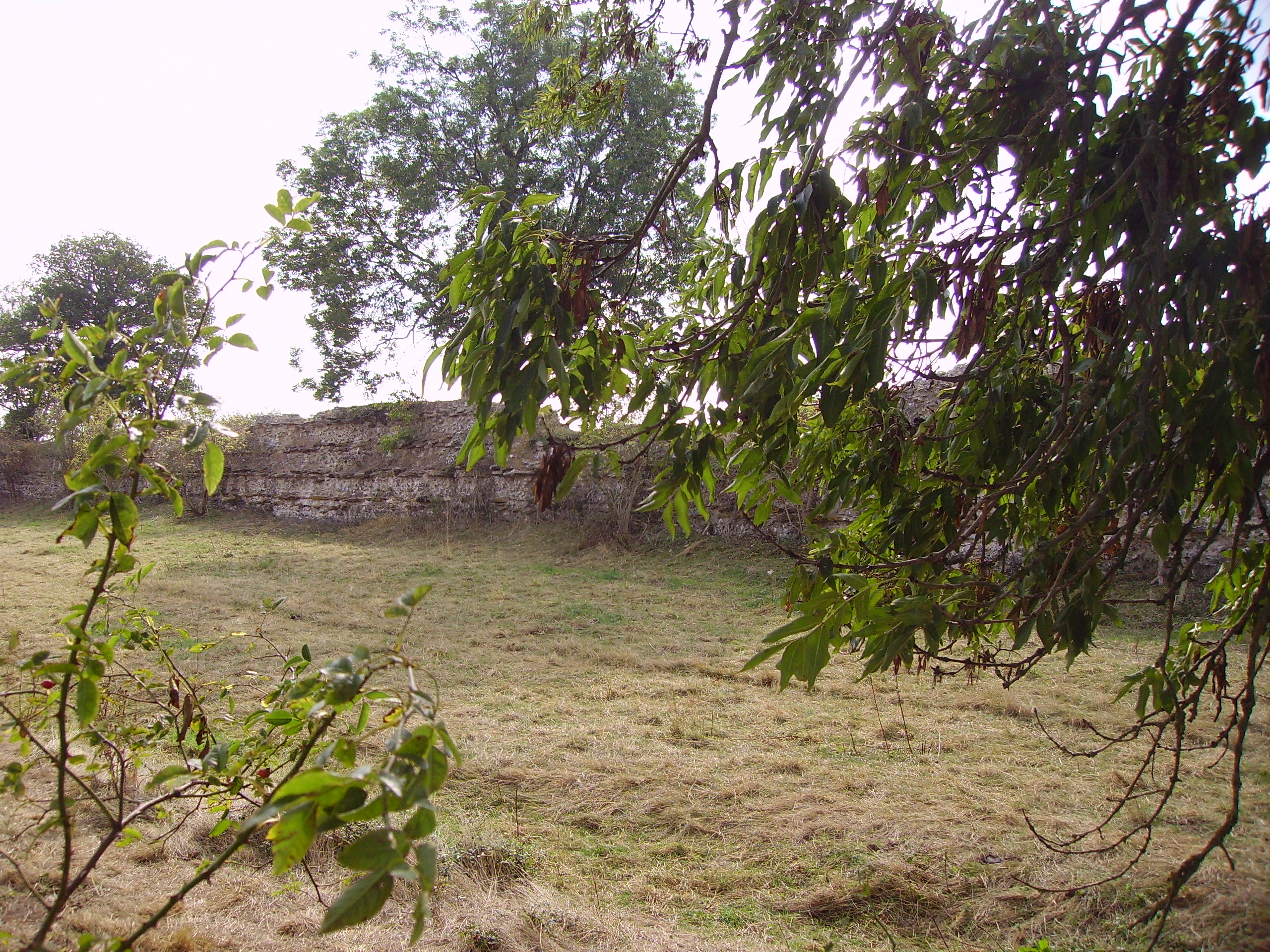
Il muro
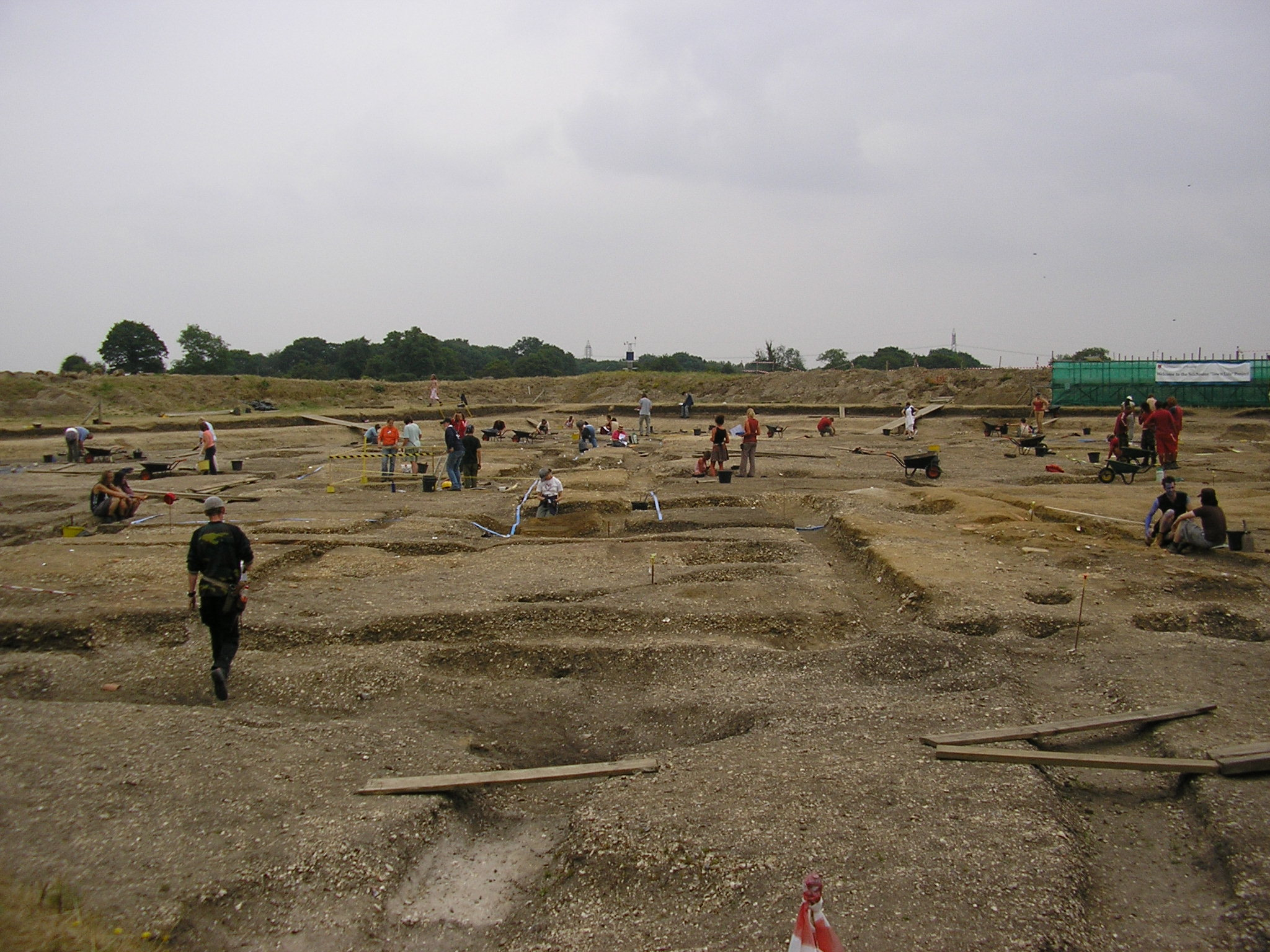
Scavi nell'insula IX di Calleva
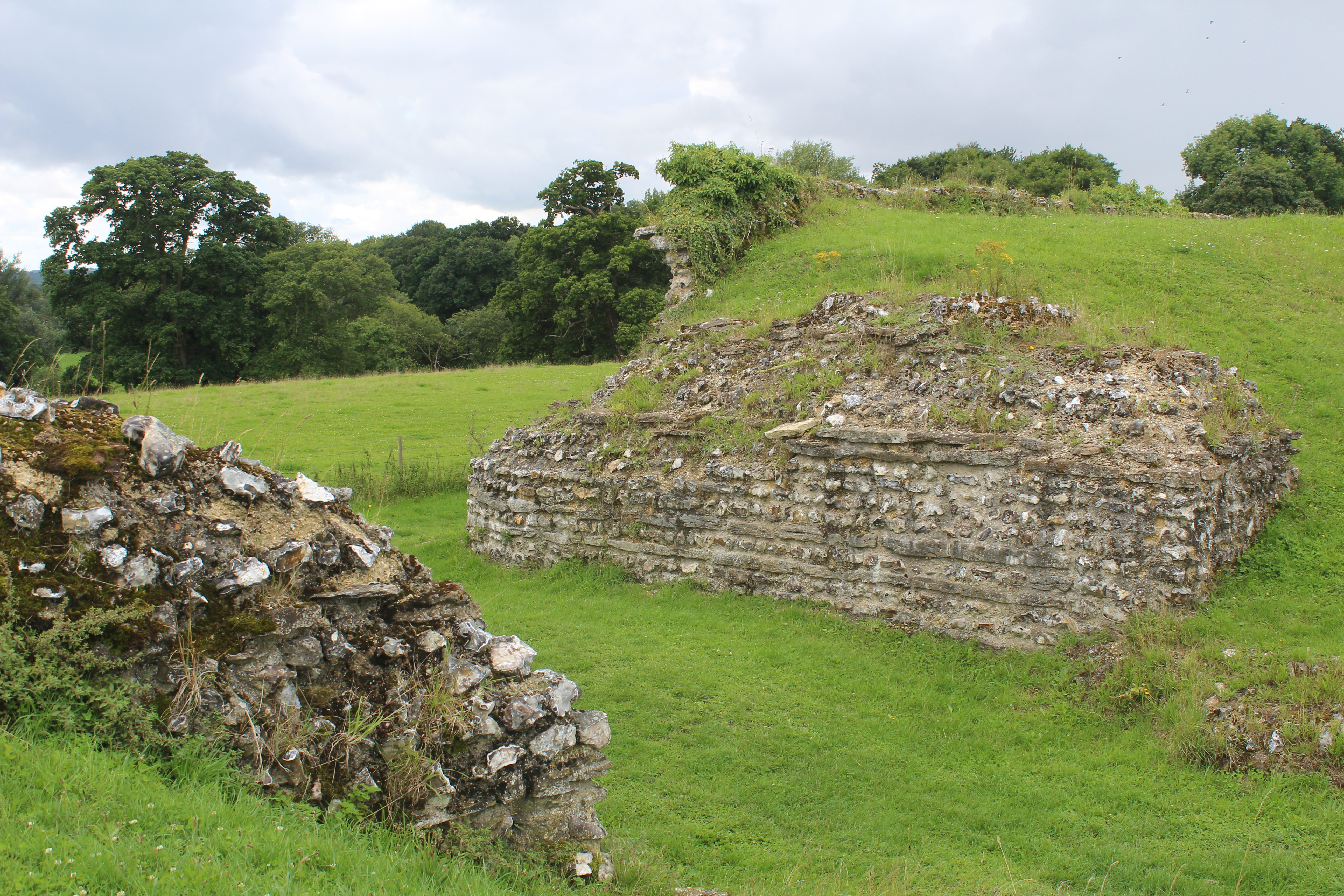
A meridie portae